# Syllable OS
Syllable OS er et frit software hobby styresystem til Intel x86 Pentium og kompatible processorer. Dets formål er at skabe et letanvendeligt skrivebordsstyresystem for brugeren i hjemmet og det lille kontor. Det opstod som en kodeforgrening af det stillestående AtheOS i juli, 2002.
Det har sin egen webbrowser (Webster), e-mail-klient (Whisper), medieafspiller, IDE, samt mange andre programmer.
Syllable har bl.a.:
- sit eget 64-bit journaliserende filsystem, AtheOS File System (almindeligvis forkortet AFS – ikke at forveksle med det distribuerede netværksfilsystem Andrew File System (AFS)). Det er modelleret efter BFS (BeOS File System), men er ikke BFS
- et objektorienteret API skrevet i C++
- et objektorienteret grafisk skrivebordsmiljø med sin helt egen GUI-arkitektur, som ikke arver fra tidligere styresystemer
- en stor grad af POSIX-understøttelse
- mange oversatte programmer (Emacs, Vim, Perl, Python, Apache m.fl.)
- GNU-værktøjerne GCC, Glibc, Binutils, og Make
- preemptiv flertrådet multitasking
- understøttelse for SMP (symmetrisk multiprocessering)
- drivere for langt det meste hardware (video-, lyd-, og netværkskort)
- oversat til mere end 10 sprog, deriblandt Dansk